# Porte de Champerret (Métro Paris)

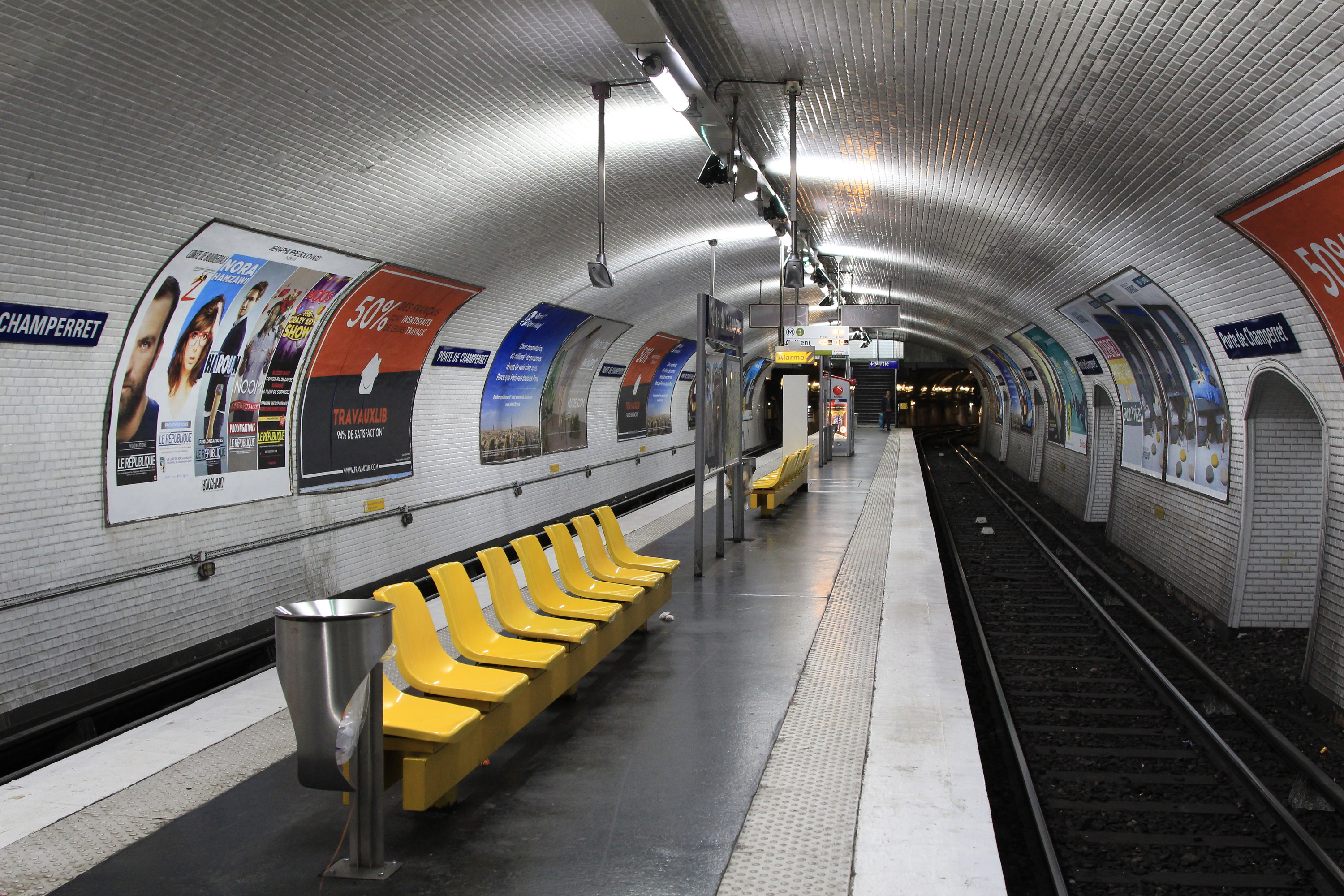
Halle und Bahnsteig für die Züge in Richtung Gallieni (Blickrichtung Pont de Levallois – Bécon)

Der U-Bahnhof Porte de Champerret [pɔʁt(ə) də ʃɑ̃pɛʁɛ] ist eine unterirdische Station der Linie 3 der Pariser Métro.

## Lage
Die Station befindet sich im Quartier de la Plaine-de-Monceaux des 17. Arrondissements von Paris. Sie liegt längs unter dem Boulevard Berthier zwischen der Rue de Courcelles und der Avenue de Villiers.

## Name
Namengebend war die Porte de Champerret, ein Tor im in den 1840er Jahren angelegten Mauerring Thierssche Stadtbefestigung. Champerret war ein Weiler westlich der Stadt, der seinen Namen („Champ de Perret“) einem Grundbesitzer namens Perret verdankte. 1867 wurde er mit dem Vorort Levallois zur Gemeinde Levallois-Perret vereinigt.

## Geschichte und Beschreibung

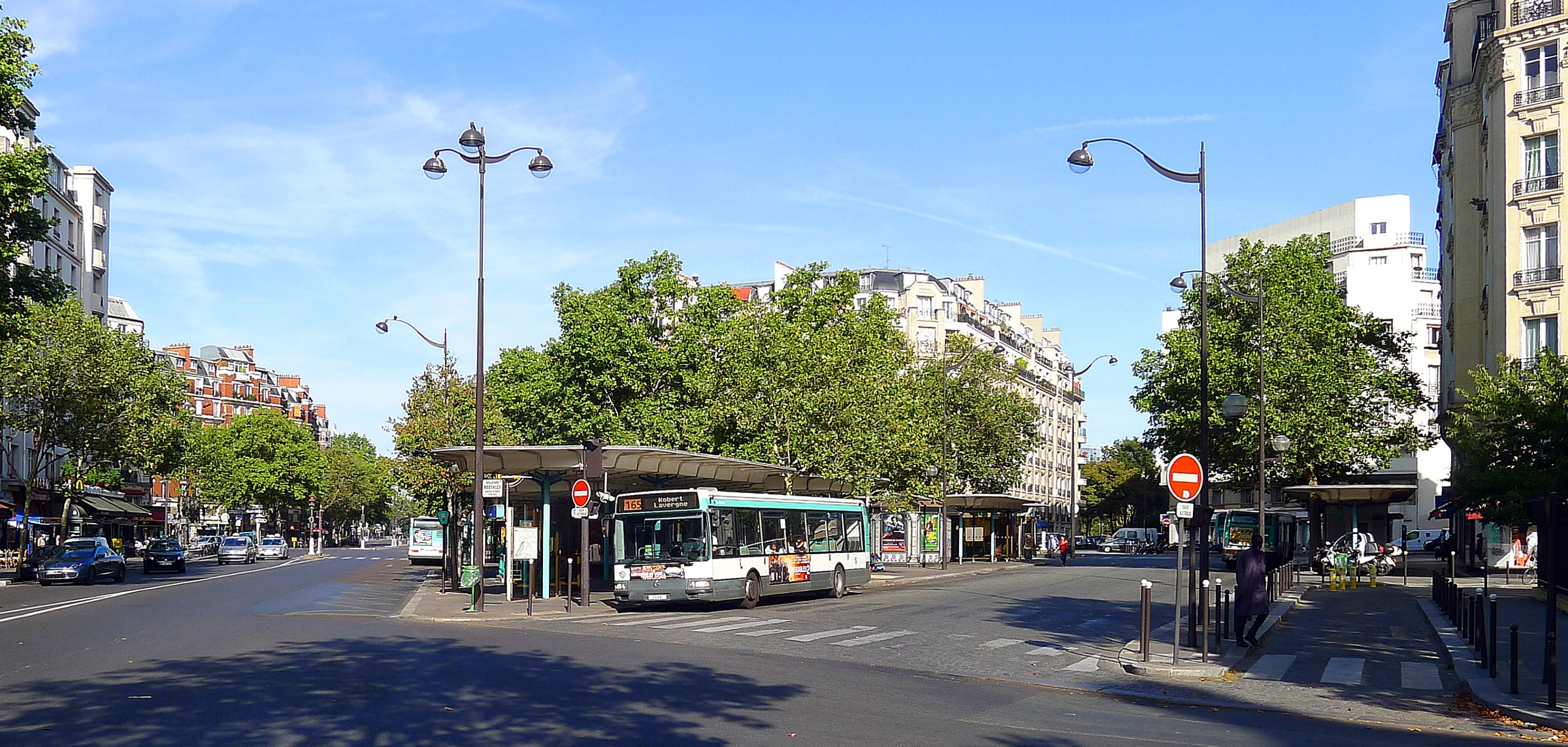
Bushaltestellenanlage an der Place Stuart-Merrill

Die Station wurde am 15. Februar 1911 als neuer Endpunkt der Linie 3 in Betrieb genommen. Diese wurde damals über Pereire hinaus um eine Station verlängert. Bis 1937 war Porte de Champerret nördlicher Endpunkt der Linie.
Der U-Bahnhof besteht aus zwei parallel nebeneinander liegenden unterirdischen Hallen, die durch eine mehrfach durchbrochene Zwischenwand voneinander getrennt sind. In jeder Halle liegt ein Mittelbahnsteig zwischen zwei Gleisen, beide weisen die ursprüngliche Pariser Standardlänge von 75 m auf. Die nördliche Halle diente den ankommenden Zügen und seit der Verlängerung der Strecke am 24. September 1937 deren südliches Gleis den durchfahrenden Zügen nach Pont de Levallois – Bécon. Am Bahnsteig der südlichen Halle halten die Züge in der Gegenrichtung. Die Hallen haben jeweils einen elliptischen Querschnitt, die Seitenwände folgen der Krümmung der Ellipse; Decken und Wände sind weiß gefliest.
Am westlichen Bahnhofsende schließt eine zweigleisige Wendeschleife an, die seit der Streckenverlängerung von den Gleisen zur neuen Endstation unterquert wird. Östlich der Station münden die äußeren Gleise in die beiden Streckengleise Richtung Gallieni.
Von den zwei Zugängen an der Avenue de Villiers ist einer mit einem von Adolphe Dervaux im Stil des Art déco entworfenen Kandelaber markiert, der gegenüberliegende durch ein gelbes „M“ in einem Doppelkreis. Ein dritter Zugang mit aufwärtsführender Rolltreppe liegt im Bereich der überdachten Bussteige einer Haltestellenanlage an der Place Stuart-Merrill.

## Fahrzeuge
Die Linie 3 wurde von Anfang an mit vierachsigen Fahrzeugen auf Drehgestellen ausgestattet. Sie wurden später durch Sprague-Thomson-Züge ersetzt, die dort bis 1967 verkehrten. In jenem Jahr erhielt die Linie 3 als erste die neue, klassisch auf Stahlschienen laufende Baureihe MF 67. Diese – zwischen 2005 und 2008 renovierten – Züge sind dort im Jahr 2024 nach wie vor im Einsatz.